# لطفي بوشوشي
لطفي بوشوشي (من مواليد 1964 في الجزائر العاصمة) هو مخرج ومنتج جزائري.

## سيرة شخصية
تخرج بوشوشي من المدرسة العليا للسينما في باريس، ظهر لأول مرة في المجال السمعي البصري كمساعد أول للمخرجين مرزاق علواش ومحمد شويخ، وعمل في المجموعة الإعلامية الفرنسية تي أف 1،  وقناة التلفزيون الفرنسية فرانس 24 والشبكة التلفزيونية الكندية APTN1.
أُختير فيلمه الروائي الطويل البئر ليكون المدخل الجزائري لأفضل فيلم بلغة أجنبية في حفل توزيع جوائز الأوسكار التاسع والثمانين لكنه لم يقدم الترشيح. وشارك الفيلم في العديد من المهرجانات السينمائية الدولية وفاز بالعديد من الجوائز.
في عام 2021 تلقى تمويلًا من مؤسسة الدوحة للأفلام لإنتاج مسلسل تلفزيوني بعنوان "دار الملكة"،  وفي العام ذاته بدأ تصوير فيلمه الطويل الجديد بعنوان "المحطة".

## أعمال بارزة
- 2015: البئر (لو بويتس)
- 2024: عين لحجر

## روابط خارجية
- لطفي بوشوشي في قاعدة بيانات الأفلام على الإنترنت